# 하리수
하리수(河莉秀, 본명 : 이경은 1975년 2월 17일 ~ )는 대한민국의 트랜스여성 가수, 배우, 모델, 방송인 등이다.

## 생애

### 초기 활동

#### 출생과 가정 배경
하리수(河莉秀)는 1975년 2월 17일 대한민국 경기도 성남시에서 태어났으며 2남2녀 가운데 한 명이다. 본명 이경은이다.
아버지는 구청 공무원이었고, 어머니가 파출부 등 온갖 궂은 일 하며 집안을 꾸려나갔다. 그는 어릴 때부터 단 한번도 남자로 생각하지 않았으며 여자 아이들 속에 파묻혀 놀았다. 고무줄 놀이하는 친구도 대부분 여자였다.
비록 남자의 신체로 태어났지만 하리수는 어릴 때부터 스스로를 여자라고 생각하였고, 또한 여성스럽게 성장하려고 많은 노력을 했다고 한다. 하리수의 여성스런 성격을 걱정한 어머니는 그를 웅변학원에 보낸다. 그곳에서 하리수는 자신의 여성스러움까지도 이해해주는 남자친구를 만나 함께 웅변대회 연습을 하며 즐거운 시간을 보낸다.

#### 청소년기
청소년기 무렵 그의 어머니는 고향에서 목욕탕을 운영하였다. 한 번은 목욕탕을 운영하던 아버지가 자신이 여자가 된 것을 모르고 남탕의 수건 회수를 시켰다고 한다. 어쩔 수 없이 남탕에 들어간 하리수씨는 아수라장이 된 남탕에서 수건을 모두 거둬서 유유히 빠져 나왔다 한다. 1991년 중학교 3학년 재학 중 MBC 드라마 단역 배우로 데뷔하였다. 이후 몇 편의 드라마에 단역 배우로 출연하였다.
그는 "중학교 3학년 때 첫사랑을 경험했다"고 한다. 그는 "첫사랑 상대는 탤런트 이창훈을 닮은 외모로 학생회장을 맡고 있었던 남학생이었다"며 "첫사랑 이후 우울증이 있었다. 자살을 시도하기도 했다"고 말했다. 또 하리수는 "고등학교 2학년 때 교제했던 남자친구로 인해 성전환 수술을 결심하게 됐다"고 하였다. 이후 남자로 살아보기 위해 평소 그녀를 동경하던 부근 학교 여학생을 사귀기도 했다. 하리수는 또 “두번째 사랑을 사귀던 남자친구로부터 "넌 어차피 남자잖아"라며 결별을 통보받고 성전환수술을 결심하게 됐다. 그는 고등학교 2학년 때 성전환 수술을 결심했다 한다.

### 성인이 된 후
고등학교 졸업 때까지 이미 여성화 호르몬 치료를 받고 있었다.
낙생고등학교를 졸업하고 1994년 12월 연예인 비자로 일본 히메지로 갔다. 그에 의하면 "수술도 하고 돈도 벌 심산이었다." 한다. 히메지는 지진으로 유명한 고베와 약 1시간 거리로 1995년 2월 그는 고베 지진을 직접 목격했다. 고등학교 졸업 이후 그는 일본 히메지에서 한국무용을 하며 생활하였다. 이어 1995년 말부터 1998년 말까지 도쿄로 무대를 옮겼다.
20대가 된 후 부산에서 김석권 교수 집도로 성전환을 했다. 20세 때 그는 신체검사에서 6급 판정을 받고 사실상 병역면제되었다. 후일 한 방송에서 하리수의 어머니는 “군 신체검사 당시 정신 이상 6급 판결 군대 면제를 받고 돌아와서는 (성전환) 수술을 한다고 했다”며 “그때는 그야말로 청천벽력이었지만 (수술 후 돌아왔을 때) 마음은 안 그렇지만 담담히 수고했다고 말해줬다”고 한다. 그는 성전환 수술을 마치고 일본에서 트랜스젠더로 활동하였다.
1998년부터는 서울에서 모델로 활동하였다. 1998년과 1999년 하리수는 문근영, 강동원 등과 동대문 쇼핑몰 모델로 활동했다.

### 연예계 활동 초기
2001년 3월 광고 모델로 연예계에 데뷔하였으며 같은해 1집 '템테이션'을 발표하고 가수가 되었다. 이후 영화배우, 방송 출연 등을 하였다. 한편 “남성에서 여성으로 바뀐 삶 자체의 엄청난 변화를 지나치게 상업적으로 이용하는 것은 아닌가”라는 한 언론사 기자의 질문에 그는 나름의 ‘상품가치’를 설파하였다. 그는 “인기를 먹고사는 연예인으로서 당연한 것 아닌가요? 자신의 상품가치를 뽐내는 건”이라 했다. 기자는 또 그에게 “너무 무리하는 것 아니냐? 수술 후유증이라도 나타나면 몸이 상할 텐데…” 그녀에 대한 관심이 최근 폭발하면서 화장품 CF, 드라마, 영화 출연에 이어 음반까지 준비하고 있는 상황. “걱정은 고맙지만 모든 게 너무 즐겁고 행복해서 피곤을 몰라요”라고 답했다.
2002년에는 성별 정정 및 개명을 신청하였다. 2002년 12월, 인천지방법원이 하리수가 신청한 호적정정 및 개명신청에 대해 호적상 '남(男)'에서 '여(女)'로 정정하고, 이름도 '이경엽'에서 '이경은'으로 개명하는 것을 허가하면서 법적으로도 완전히 여자가 됐다. 당시 인천지방법원은 하리수가 성염색체상으로는 남자지만, 군 입대를 위해 받은 신체검사에서 부적격 판정(6급 병역면제)을 받는 등 신체적으로 여성으로 보는 게 타당하며, 이미 여자로 연예활동을 해온 만큼 그를 남자로 살아가게 하는 것은 너무 가혹하다고 사유를 밝혔다.

### 해외 진출
2003년에는 중화민국 CTV 채널의 드라마 《하이 내사랑》 에도 출연하였다. 한편 그녀는 데뷔 초반부터 꾸준한 안티팬을 유지하고 있다. 2004년 7월 2일에는 2년간 성남시 홍보대사로 위촉되었다. 이후 일본, 중국, 말레이시아 등의 방송에 출연하여 활동하였고, 2006년에는 말레이시아에서 영화를 촬영했다.
한편 2004년에 제작한 그녀의 영화 도색은 2013년 9월에 대한민국에서 상영되었다. 영화 이듬해인 2005년 제 55회 베를린국제영화제 파노라마 부문에 초청된 작품이다. 무려 9년만에 대한민국 내 극장 개봉 기회를 얻었다.
2007년 5월 19일 한국의 가수, 래퍼인 미키 정(본명은 정영진)과 결혼하였다. 2008년 3월 장안대학 엔터테인먼트과에 입학하였다가, 사회복지과로 전과 2011년에는 장안대학 사회복지과를 졸업했다.
2009년 5월 서울 압구정동에 클럽 믹스트랜스를 오픈했다.
2011년 4월 《파주 Fantastic Show》를 기획하였다. 판타스틱쇼(Fantastic Show)는 하리수와 2009년 슈퍼모델 출신의 최한빛 그리고 전국에서 끼와 재능으로 똘똘 뭉친 대한민국 최고의 트렌스젠더들이 모여 다년간 하루 10시간의 트레이닝을 통해 만들어낸 공연이었다. 당시 하리수는 “태국의 대표적인 알카자쇼와 같은 공연들은 이미 오래전부터 국가적 지원 속에 문화 관광 상품을 넘어서 세계적인 쇼로 자리잡았다. 트렌스젠더들이 꿈의 무대를 이루어낸 것처럼 한국의 후배 동료들에게도 공연예술인으로서의 자긍심을 심어줄 수 있는 무대를 만들어 세상에 당당한 모습으로 나설 수 있는 자리를 마련해 주고 싶었다”고 소감을 밝혔다. 2012년 12월 11일 서울 종로구 동숭동 컬처스페이스 엔유에서 열린 연극 키사라기 미키짱 VIP데이 포토타임 행사에 참여했다. 2013년 10월에는 제8회 서울국제문화축제 홍보대사로 위촉되었다.
2013년 8월 16일 중화인민공화국 저장성 항저우에 방문했다가 교통사고를 당했다. 소속사에 의하면 "행사차 중국을 방문한 하리수가 상하이(上海)로 입국해 항저우(杭州)로 이동하던 중 타고 있던 차량이 고속도로에서 가드레일을 들이받는 사고가 났다"고 한다. 소속사는 이어 "운전자의 졸음운전으로 추정된다"며 "차량 일부가 파손됐지만 다행히 하리수 일행이 큰 부상을 당하지 않아 스케줄을 마치고 오늘 오후 항저우에서 한국행 비행기를 탔다"고 설명했다. 사고가 수습된 뒤 바로 귀국하였다.
2017년 5월 미키 정과 이혼했다.

## 출연 작품

### 영화
- 2001년 《노랑머리 2》 ... J 역
- 2002년 《긴급조치 19호》 ... 카메오 역
- 2003년 《강아지 죽는다》 ... 카메오 역
- 2004년 《도색》 ... 우메키 리코 역
- 2006년 《Possession》, 말레이시아 영화[31]
- 2006년 《전신》
- 2010년 《골(goal) 때리는 여자들》

### 텔레비전 드라마
- 2001년 《KBS 드라마시티 도시괴담 - 죽은 자의 노래》 KBS2
- 2003년 《하이 내사랑》 CTV
- 2005년 《떨리는 가슴》 MBC ... 만호, 김혜정 역
- 2007년 《폴리스 라인》 OCN
- 2008년 《앙녀쟁투》 XTM ... 란제리 디자이너 역
- 2008년 《돌아온 일지매》 MBC ... 기생, 무당 역
- 2011년 《고봉실 아줌마 구하기》 TV조선 ... 여사장 리수 역

### 방송
- 2001년 《인간극장》
- 2001년 《신영일 하리수의 행복남녀》 KBS 제2라디오
- 2001년 《톡톡 이브닝》 KBS 2TV
- 2001년 《TV는 사랑을 싣고》 KBS 2TV
- 2006년 《하리수의 남자친구를 소개합니다》 KMTV
- 2007년 《삼색녀 토크쇼》MBC
- 2007년 《하리수의 결혼 이야기 베이비 달링 여보》 Mnet
- 2007년 ~ 2008년 《이미지 랭크쇼 스타본색》, MBC
- 2011년 《SBS 스페셜 '하리수' 편》(04월10일자) SBS
- 2012년 《채널A '쇼킹' 》 채널A
- 2013년 《하리수의 성스러운 밤》 스파이스
- 2020년 《TV는 사랑을 싣고》 KBS 1TV 게스트 77회
- 2020년 《생방송 행복드림 로또 6/45》게스트 932회
- 2013년 《도전 1000곡》 SBS

초대 손님
- 2006년 《이재용의 기분좋은 날-연예플러스》(06월23일) MBC
- 2007년 《이재용 임예진의 좋은 아침》 (02월28일) MBC
- 2007년 《이재용 임예진의 좋은 아침》 (05월18일) MBC

### 광고 CF
- 2001년 《도도화장품 - 빨간통패니아》
- 2001년 《싹스탑》
- 2004년 《유에프티 생리대》
- 2010년 《삼성카드》

### 뮤직비디오
- 2001년 터보 -《Hisroty》

### 연극, 뮤지컬
- 2013년 《드랙퀸 (Drag Queen)》, 뮤지컬 ... 클럽 블랙로즈 사장 오마담 역

### 공연
- 2011년 《파주 Fantastic Show》[27]

## 가수 활동

### 가수 앨범
- 1집 Temptation, 2001
- 2집 Liar, 2002
- 3집 Foxy Lady, 2004
- Winter Story (Digital Single), 2005
- 4집 Harisu, 2006
- 5집 Summer, 2006
- Winter Special, 2007
- The Queen, 2012

### 기타
- 브라운 아이드 걸스의 눈이 내리면에 참여

## 저작
- 《하리수의 코디 & 바디》(저스트엔터테인먼트, 2005)
- 《성위하왜적아당:하리수자전사진집》(대외투자개발원, 2001)
- 《이브가 된 아담 하리수》(대산출판사, 2001)
- 《하리수 수필집》(TTM인터내셔날프로덕션, 2001)

## 이슈와 논란

### 악플 사건
2007년 2월 28일 오전 9시 30분부터 MBC TV를 통해 방송된 ‘이재용, 임예진의 기분좋은 날’에 출연해 “사람들이 둘이 만나는 것을 몰랐을 때 미키정이 자신의 미니홈피에 함께 찍은 사진을 올려놓았더니 사람들이 ‘리수형이네’, ‘이 사람하고 놀지마’ 같은 댓글을 남겨 가슴이 아팠다”며 네티즌들의 악플로 인해 겪었던 마음 고생을 방송에 털어놓기도 했다. 그러나 악플에 대해 그는 당사자에게 직접 항의하는 등 의연하게 대처하였다.
하리수는 “예전에 놀이동산에서 방송 촬영을 한 적이 있었는데 어떤 한 분이 사진을 같이 찍자고 해서 좋은 추억거리라 생각해 바쁘게 이동하는 와중에 시간을 내 사진을 찍었는데, 이후 우연히 인터넷에서 그 사진을 보니 제목에 ‘리수 아저씨랑’이라고 적혀있고 내용에는 화장이 너무 진하고 성형이 심해 마녀 같았다고 적혀있어 충격을 받았다”며 “이후 연락처를 알아내 직접 전화를 해서 '아무리 어려도 다른 사람에게 이런 상처 주는 발언을 하는 건 안 좋다고 생각한다'고 항의했다"고 말했다. 하리수는 또 그에게 "성형도 코랑 보톡스 맞은 것 밖에 없다고 알려줬다(웃음)”고 밝혔다.

### 나이 관련
데뷔 초기에 그녀는 1979년생으로 알려졌다. 그러나 2001년 7월 실제 나이는 네 살 많다고 스스로 밝혔다. 데뷔 초 실제 나이가 스스로 공개한 나이보다 많다는 ‘의혹’을 받아온 그녀는 진짜 나이를 공개했다. 2001년 7월 10일 당시 인터넷에서 논란이 되고 있는 자신의 신상과 관련해 “실제 나이는 75년생 26세, 본명은 이경엽”이라고 밝혔다．그동안 그녀가 밝힌 나이는 23세였다.
하리수측은 “데뷔 때 밝힌 것보다 네 살 많은 26세이고, 본명도 이경엽”이라고 밝혔다. 하리수 측은 “필요에 따라 나이를 조절하는 연예계 관례를 따른 것”이라며 “본명도 이미지 메이킹에 문제가 있다고 판단해 바꾼 것”이라고 해명했다. 한편 그녀도 직접 “예명으로 연예계 활동을 시작해 본명이 중요하지 않다고 생각했다”며 “하지만 나이를 실제보다 어리게 말한 것은 잘못이었다”고 사과했다.

## 수상 경력
- 2001년 ITV 한국최고연예대상 CF모델상
- 2002년 ITV 최고방송연예대상 청소년부문 대상
- 2007년 세계메이크업아트페어 베스트메이크업상
- 2015년 LBMA STAR 한류공헌상

## 같이 보기
- 대한민국의 성소수자 권리
- 이시연 (1980년)
- 홍석천

## 참고 문헌
- "트렌스젠더 하리수 전격발탁 주효" 한국일보 2001.07.14
- 하리수 “고위층·돈많은 남자들이 전화걸어…” 서울신문 2013.03.27
- 하리수, 김조광수 결혼식서 마당발 인맥 과시 "박원석 의원과 다정샷!"
- 하리수 法에 호소…男 → 女 , 이경엽→이경은 동아일보 2002.12.04
- 하리수, 중국 남성 성전환 수술 도와 스포츠서울 2007.04.10
- 궁금했던 그녀의 사생활! 하리수가 사랑하는 사람들 레이디경향 2012년 8월호
- ‘하리수’가 축구선수 하겠다면 협회는 어떻게 할 건가 미디어오늘 2013.11.11
- 하리수 "다시 태어나면 꼭 여자로…" 세계일보 2006.07.13